# هنري أغسطس رولاند
هنري أغسطس رولاند (بالإنجليزية: Henry Augustus Rowland)‏ (و. 1848 – 1901 م) هو فيزيائي، وأستاذ جامعي من الولايات المتحدة الأمريكية . ولد في مقاطعة واين (بنسيلفانيا) .
وكان عضواً في الجمعية الملكية، والأكاديمية الأمريكية للفنون والعلوم، والأكاديمية الوطنية للعلوم، والأكاديمية الملكية السويدية للعلوم، والأكاديمية البروسية للعلوم .
توفي في بالتيمور (ماريلاند) ، عن عمر يناهز 53 عاماً.

## التعليم
تعلم في معهد رينسيلار للعلوم التطبيقية، وأكاديمية فليبس

## مناصب وهيئات
أدار جامعة جونز هوبكينز.

## جوائز
حصل على جوائز منها:
- وسام هنري درابر (1890).

## روابط خارجية
- هنري أغسطس رولاند على موقع الموسوعة البريطانية (الإنجليزية)
- هنري أغسطس رولاند على موقع إن إن دي بي (الإنجليزية)